# Tabetha S. Boyajian
Pour les articles homonymes, voir Boyajian.
Tabetha Suzanne Boyajian (née vers 1980) est une astronome et professeure d'université américaine. Elle enseigne à l'université d'État de Louisiane,. Elle est spécialisée dans les domaines de l'interférométrie et de la spectroscopie stellaires appliquées à l'exoplanétologie (en). L'étoile KIC 8462852 a été surnommée « étoile de Tabby » ou « étoile de Boyajian » en son honneur.

## Biographie
Boyajian obtient un B.S. du College of Charleston (en) en 2003, une M.S. en physique de l'université d'État de Géorgie en 2005 et un Ph.D. de la même université en 2009.
Boyajian fait des études post-doctorales de 2012 à 2016 à l'université Yale, travaillant avec Debra Fischer.